# Мікель Робусте
Мікель Робусте (ісп. Miquel Robusté, нар. 20 травня 1985, Вілассар-де-Мар) — іспанський футболіст, центральний захисник клубу «Бадалона».
Виступав за юнацькі збірні Іспанії.

## Клубна кар'єра
Народився 20 травня 1985 року в каталонському місті Вілассар-де-Мар. Вихованець футбольної школи барселонського «Еспаньйола».
У дорослому футболі дебютував 2003 року виступами за другу команду клубу «Еспаньйол Б», в якій провів три сезони, взявши участь у 24 матчах третього за силою іспанського дивізіону. 
Протягом 2006—2007 років захищав на праваз оренди кольори друголігового «Полідепортіво», після чого на правах повноцінного контракту перебрався до  «Леванте». У складі останнього дебютував на рівні Ла-Ліги, проте лишався лише резервним захисником, навіть протягом 2008–2010, які валенсійський клуб проводив у Сегунді. Сезон 2010/11, який «Леванте» знову проводив в елітному дивізіоні, по ходу якого Робусте лише 7 разів виходив на поле, став для нього останнім на рівні Ла-Ліги.
У подальшом протягом 2011–2014 років він грав у Сегунді за «Херес» та «Понферрадіну», після чого протягом року грав на рівні третього дивізіону за «Картахену».
Протягом 2015–2016 років уперше грав за кордоном, був гравцем румунського «Рапіда» (Бухарест), де не закріпитися не зумів. Повернувщись на батьківщину, продовжив виступи на рівні Сегунди Б, цього разу у складі «Бадалони».

## Виступи за збірні
2001 року дебютував у складі юнацької збірної Іспанії (U-17). У складі юнацької збірної (U-19) 2004 року став переможцем тогорічного юнацького чемпіонату Європи, де на груповому етапі став автором переможного гола у ворота турецьких однолітків.
Наступноо року як один з основних центральних захисників вже збірної U-20 був учасником молодіжного чемпіонату світу 2005, де іспанці вибули з боротьби на стадії чвертьфіналів, а сам Робусте відзначився двома голами у чотирьох іграх турніру.
Загалом на юнацькому рівні за команди різних вікових категорій взяв участь у 28 іграх, відзначившись 4 забитими голами.

## Титули і досягнення
- Переможець юнацького чемпіонату Європи (U-19) (1): 2004